# Аль-Харамейн
Аль-Харамейн или Дом двух святынь — исламский благотворительный фонд, базирующийся в Саудовской Аравии. В сентябре 2004 года Казначейство США заподозрило фонд в «прямых связях» с Усамой бен Ладеном. После этого деятельность фонда запрещена решением Совета Безопасности ООН. В России организация признана Верховным судом РФ террористической; её деятельность на территории страны запрещена.
По данным правоохранительных органов США, к 2005 году фонд переправил в Чечню «на поддержку борьбы за независимость Ичкерии» $150 тысяч.

## Международная деятельность
Под различными названиями фонд действовал в следующих странах:
- Афганистан
- Албания
- Бангладеш
- Босния и Герцеговина
- Индонезия
- Кения
- Коморы
- Нигерия
- Нидерланды
- Пакистан
- Сомали
- США
- Танзания
- Эфиопия
- ЧРИ